# Marcel Denis
Vous lisez un « bon article » labellisé en 2009.
Pour les articles homonymes, voir Marcel Denis (bienheureux) et Denis.
Marcel Denis, né le 15 février 1923 à Monceau-sur-Sambre (province de Hainaut, Belgique) et mort le 18 mars 2002 à Lobbes (province de Hainaut), est un auteur belge wallon de bande dessinée. Il a créé les séries humoristiques Hultrasson, avec Marcel Remacle, et Les Frères Clips dans le Journal Spirou. Il a également réalisé deux épisodes de la série Tif et Tondu.
Il fait partie, à l'instar des auteurs du Journal Spirou de cette génération, de l'école de Marcinelle qui, sous l'influence de Jijé et Franquin, met en avant un dessin au « graphisme souple et dynamique ».

## Biographie
Marcel Denis naît le 15 février 1923 à Monceau-sur-Sambre.

### Formation
Marcel Denis est formé au dessin et à la peinture dans une école privée de Monceau-sur-Sambre, après ses études secondaires. Il devient ensuite, pendant la guerre, employé de bureau tout en commençant à réaliser de la bande dessinée. Inspiré par Hergé à ses débuts, son style fouillé va ensuite l'orienter vers l'école de Marcinelle.

### Débuts

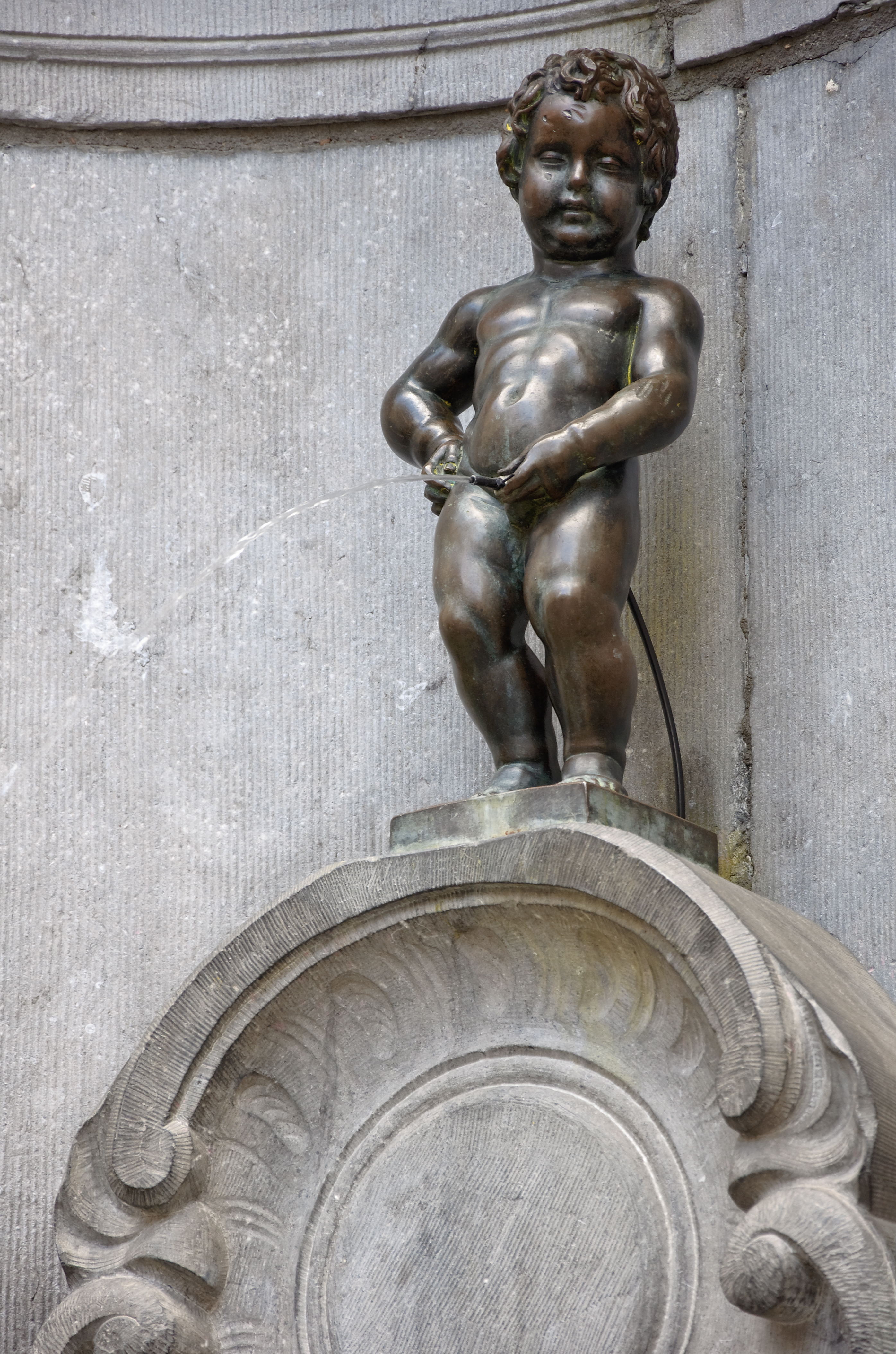
Marcel Denis dessine une légende du Manneken-Pis pour Le Patriote illustré.

Marcel Denis débute en bande dessinée à 17 ans au Petit Vingtième en 1940 avec quelques gags en une planche sur un petit scout modèle nommé Pip. En 1947, il publie Les Aventures du Professeur Vianrose dans l'hebdomadaire bruxellois L'Optimiste mais la série est arrêtée au bout d'une dizaine de planches seulement à cause de la disparition du journal et reste inachevée. La même année, il publie une nouvelle série à suivre, Les Aventures de Jim et Bill Butterson détectives dans le supplément de l'hebdomadaire La Défense sociale, le magazine Excelsior. Trois épisodes de cette série y sont publiés : La Poudre silencieuse (avec son frère Marc Denis au scénario), La Fusée et Le Secret du Fellah.
À côté de cela, Marcel Denis réalise de 1944 à 1952 des illustrations pour nombre de journaux belges dont Le Moustique, Le Soir et Le Soir illustré, Plein Jeu, La Libre Belgique, L'Optimiste, Pourquoi pas ?, L'Âne roux, Ariane, Hebdo, La Revue de l'efficience, La Vie au foyer ou encore La Défense sociale . Pour la revue Le Face-à-main, il anime un concours destiné aux jeunes lecteurs. Pour Le Patriote illustré, il dessine une légende du Manneken-Pis.

### Aux Éditions Dupuis
Marcel Denis avait déjà travaillé pour les éditions Dupuis via ses dessins pour Le Moustique. Grâce à ceux-ci, l'éditeur le remarque et l'engage le 21 octobre 1952 comme lettreur. Son travail consiste essentiellement à réécrire les bulles en néerlandais de planches d'autres auteurs pour les éditions flamandes des magazines Les Bonnes Soirées et Spirou (Robbedoes en flamand). Il y rencontre le très jeune Lambil. Il fait également partie de la rédaction du Moustique, dans laquelle il côtoie Charles Jadoul et Albert Desprechins.
À compter de 1955, il devient en plus illustrateur et metteur en page des publications Dupuis (Spirou, Le Moustique, Les Bonnes Soirées, puis Risque-Tout) ; au studio de dessin qu'ouvre le nouveau directeur artistique Maurice Rosy. Il va partager le bureau du rédacteur en chef du Journal Spirou : Yvan Delporte. Il va aussi rencontrer des auteurs qui font également partie du studio de dessin comme Jamic, Marcel Remacle ou plus tard encore Louis Salvérius. Ce dernier, le futur créateur des Tuniques bleues avec Cauvin, est d'ailleurs engagé chez Dupuis grâce à Marcel Denis et Jamic.

### À l'Atelier Franquin

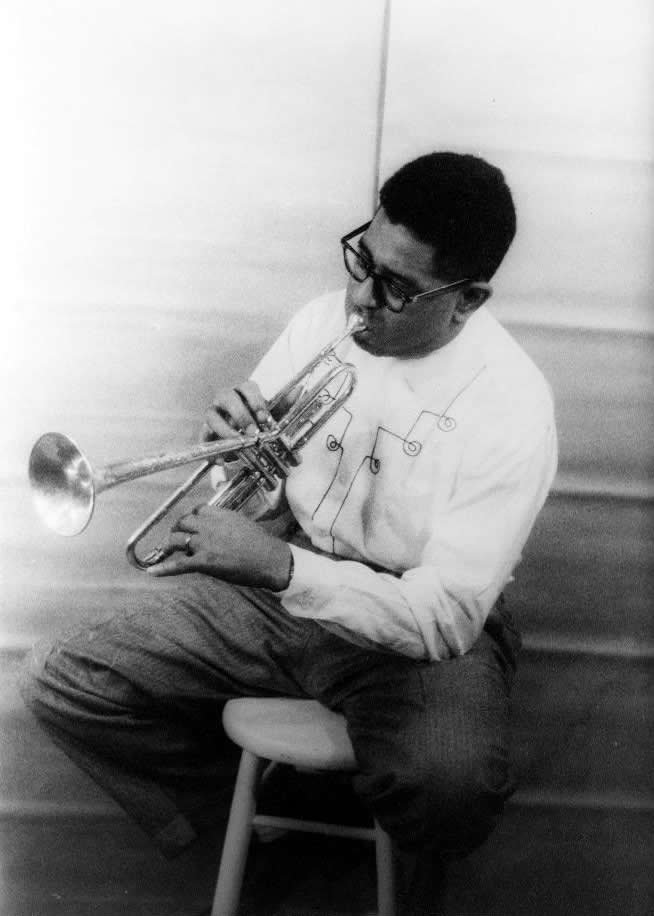
Dizzy Gillespie a inspiré le personnage de Dizzy dans La Ribambelle, le seul déjà présent dès 1957.

En 1957, alors qu'André Franquin monte un petit atelier, avenue du Brésil, à Bruxelles, il y est introduit par l'entremise de Jidéhem, autre membre de l'équipe. Il forme avec Franquin (Spirou et Fantasio, Gaston, Modeste et Pompon), Jidéhem (Starter, Gaston, décors de Spirou et Fantasio) et Jean Verbruggen (couleurs de Modeste et Pompon) la première équipe de l'Atelier Franquin. Marcel Denis quitte l'atelier quelques mois plus tard pour des raisons pratiques, il effectuait en effet quotidiennement le trajet Charleroi-Bruxelles, mais tout en ayant selon lui appris toutes les "ficelles du métier". Il est remplacé dans l'équipe par Jean Roba en 1958.
André Franquin crée le personnage de Gaston Lagaffe en 1957, il ne sait pas encore s'il va l'animer lui-même. Marcel Denis fait quelques essais mais qui ne satisfont pas Franquin et c'est finalement un autre membre de l'atelier, Jidéhem, qui dessine le personnage.
Marcel Denis réalise en 1957 les scénarios de deux courtes histoires de Spirou et Fantasio avec Franquin et Jidéhem au dessin : Le Marsupilami passe l'éponge (devenu Fantasio et le siphon dans le hors-série no 3 La Voix sans maître) paru dans le premier numéro de Spirou poche, et Les Patins téléguidés (devenu Fantasio et les patins téléguidés dans le hors-série no 4 Fantasio et le fantôme), qui était prévu pour le second numéro, finalement jamais publié.
Marcel Denis réalise surtout, pour délester Franquin, ce qui a trait aux produits dérivés autour du personnage de Spirou : des livres de coloriage, des boîtes de crayons illustrés, des disques audio.
En 1957, un débutant, Jo-El Azara, vient chercher conseil auprès d'André Franquin. Celui-ci lui fournit l'idée d'une bande de gamins appelé La Ribambelle, avec notamment le personnage d'un petit trompettiste noir nommé Dizzy. C'est Marcel Denis qui se charge du scénario du récit de quatre planches, Opération ciseaux, qui paraît dans Spirou, un an plus tard, en 1958,. Le projet n'est repris qu'en 1962, cette fois par Jean Roba.
Marcel Denis revient dans l'escarcelle de l'Atelier Franquin en 1959 pour réaliser une histoire collective, L'Île au Boumptéryx, à l'occasion d'un numéro spécial Pâques du journal Spirou. Sur une idée de Franquin, il réalise avec celui-ci un scénario de 12 planches sur cet oiseau un peu particulier, le Boumptéryx, qui pond des œufs explosifs. Jean Roba est au dessin et Jidéhem aux décors. Cette histoire est signée du pseudonyme collectif Ley Kip. Jean Roba réalise seul, en 1974, une seconde histoire du Boumptéryx.

### Les Frères Clipset les mini-récits
Entretemps, poussé par Maurice Rosy, Marcel Denis crée sa propre série Les Frères Clips en 1958, sous la forme de gags ou de courts récits dans le journal Spirou. C'est sa première publication dans le journal. Les Frères Clips raconte l'histoire de deux inventeurs pleins de bonne volonté, Jules et Jonas, qui proposent leurs trouvailles au ministre Beaussillon, qui espère tirer profit de leurs inventions. Mais les inventions des deux frères sont souvent farfelues (machine à faire des cocottes en papier ou le coupe-cigare universel) et leurs présentations devant le ministre se terminent souvent en catastrophe. L'éditeur a, au début, insisté pour que les personnages de Marcel Denis se ressemblent comme les Dupond et Dupont, mais l'auteur refusa pour ne pas plagier Hergé. Il dessine la série jusqu'en 1969.
Par la suite, les Frères Clips sont publiés sous forme de mini-récits, à sept reprises.
Marcel Denis réalise, en dehors des Frères Clips, neuf autres mini-récits de 1960 à 1964, notamment deux histoires mettant en scène le Professeur Bouton : Les Ennuis du Professeur Bouton et Échec à la bombe, et un mini-récit réalisé avec Marcel Remacle : Les Blaireaux sont fatigués.

### Reprise temporaire deTif et Tondu

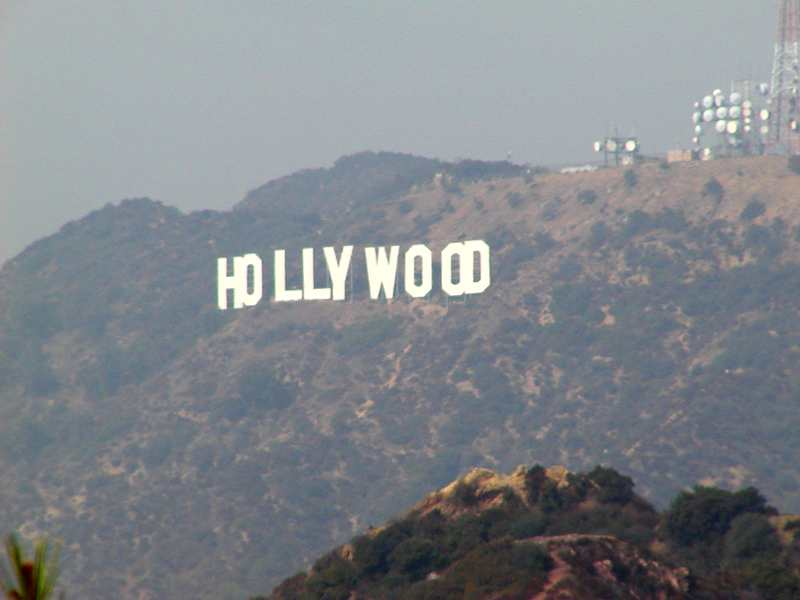
Tif et Tondu se retrouvent à Hollywood pour tourner un film.

En 1958, le dessinateur de Tif et Tondu, Will, quitte le journal de Spirou pour son concurrent direct, Tintin.
Plus tard, Maurice Rosy, à la fois scénariste de Tif et Tondu et directeur artistique du Journal Spirou, pousse Marcel Denis à se proposer pour la reprise de la série, qui appartient à Dupuis. Marcel Denis le raconte ainsi :

« Il (Rosy) m'a suggéré d'aller trouver Dupuis avec quelques croquis des personnages et de lui proposer de reprendre la série. Alors, moi, j'ai eu l'idée de lui faire un petit dessin avec Tif et Tondu en train de se parler. L'un demandait à l'autre : "Maintenant que Will est parti, qui va dessiner nos aventures ?" À quoi l'autre répondait : "Et si on demandait à Marcel Denis ?". »

Alors que Marcel Denis a des projets de séries plus personnelles, dont une pour Le Moustique, il choisit d'accepter la proposition de reprise de la série car Tif et Tondu sont déjà connus. Il réalise deux épisodes de la série : Tif et Tondu à Hollywood en 1960 et Ne tirez pas sur « Hippocampe » ! en 1961.
Sur l'absence de M. Choc dans ces deux histoires, Maurice Rosy s'explique :

« J'estimais que la forme d'humour iconoclaste de Marcel Denis ne pouvait inclure Choc, personnage hiératique et "sérieux", qui ne pouvait devenir ridicule. »

Maurice Rosy donne l'idée du scénario de la première aventure, Tif et Tondu à Hollywood, qui débute sur la Côte d'Azur, à Trintignan. Tondu se passionne pour le cinéma, au grand désarroi de Tif. C'est alors qu'ils rencontrent Big Sicklet, directeur de studio à Hollywood, qui leur propose de jouer dans un film de science-fiction en leur honneur. Mais Tif et Tondu seront confrontés dans la cité du cinéma à Bill Dozer, bandit spécialisé dans les enlèvements de vedettes.
Mais cette histoire, comme la suivante, ne paraît pas en album chez Dupuis, et ce malgré la réalisation, à l'époque, de la couverture de Tif et Tondu à Hollywood par Marcel Denis.
C'est ensuite Marcel Remacle qui écrit le scénario plus maritime de l'histoire suivante Ne tirez pas sur « Hippocampe » !. L'« Hippocampe » est un sous-marin révolutionnaire présenté à la presse pour son premier essai en mer. Tif et Tondu couvrent l'événement mais le sous-marin est volé, avec Tif prisonnier à son bord.
Un épisode est aussi commencé par Denis avant Ne tirez pas sur « Hippocampe » ! en 1960, Les Saucisses du Docteur Snoss, sur un scénario de Maurice Rosy aidé d'Yvan Delporte. Delporte révèle que Snoss signifie Choc en alphabet cyrillique, ce qui préfigurait peut-être le retour de M. Choc. Malgré la réalisation de 13 planches, le projet est finalement refusé par l'éditeur.
Will quitte son poste de directeur artistique chez Tintin et revient chez Spirou à la fin de l'année 1960, il finit par reprendre ses anciens personnages dans le journal en 1964.
Ce n'est qu'en 1983 que Tif et Tondu à Hollywood est édité, et en 2008 que l'est Ne tirez pas sur « Hippocampe » !, dans les deux cas dans des éditions à tirage limité qui rendent ces deux aventures toujours peu accessibles au public.

### Collaboration avec Marcel Remacle

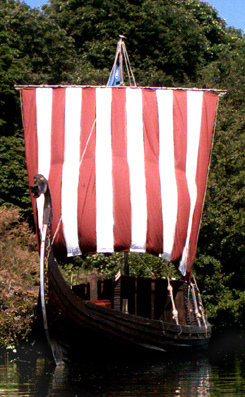
Hultrasson est une série parodiant l'univers des Vikings.

Marcel Remacle rencontre Marcel Denis au studio de dessin de Dupuis en 1955. Après une première collaboration pour un mini-récit en 1963, Marcel Denis crée avec Marcel Remacle la série Hultrasson le Viking en 1964. Il collabore également à deux albums de la série de Remacle : Le Vieux Nick.
Hultrasson est un Viking livreur de bières qui a pour autre activité d'empêcher le bête Sépadeffasson de prendre la place du roi Harald-les-beaux-cheveux,.
Cette série était un travail à quatre mains puisque Marcel Remacle réalisait les crayonnés des planches et Marcel Denis l'encrage. C'est Vicq qui scénarise les deux premiers longs récits publiés dans le journal Spirou : Fais-moi peur Viking ! en 1964 et Hultrasson chez les Scots en 1965. Le troisième épisode Hultrasson perd le nord est un scénario anonyme de Maurice Tillieux. À la fin de cet épisode, Marcel Remacle et Marcel Denis se brouillent. Remacle est obligé de terminer seul l'encrage de l'histoire. Ils stoppent un temps leur collaboration avant de se réconcilier.
Marcel Denis réalise par la suite, seul au dessin et au scénario, un court récit de six planches, Les Vikings aux champs, en 1967.
La série est reprise en 1973 par Vittorio Leonardo au dessin et Maurice Tillieux au scénario.
En 1966, les deux auteurs créent une série dérivée d'Hultrasson, autour du personnage de Sépadeffasson, le temps de deux courts récits de six planches : Le Bâton des métamorphoses et Samson le Rouge.
En 1968, Marcel Remacle fait appel à Marcel Denis pour l'encrage de deux albums de sa série Le Vieux Nick et Barbe-Noire. Ils réalisent ensemble le long récit Les Commandos du Roy puis en 1969 un récit de 6 planches Sus à la baleine !. Le long récit Barbe-Noire aubergiste paraît en 1970 et leur dernière collaboration sur la série a lieu pour un nouveau court récit de six planches Un Coup dans le buffet en 1971.
La collaboration entre les deux hommes s'arrête là, ainsi que la carrière de Marcel Denis dans la bande dessinée.

### Fin de carrière
À la suite d'une nouvelle brouille avec Marcel Remacle et de graves ennuis de santé, Marcel Denis décide de quitter le milieu de la bande dessinée en 1971 pour se tourner vers un emploi salarié dans l'imprimerie. Il revient néanmoins au dessin et à la peinture au début des années 1980, en suivant les cours de Gérard Deuquet à l'Académie des beaux-arts de Charleroi. En 1992, les organisateurs du festival BD de Charleroi rendent hommage à Marcel Denis avec une exposition rétrospective de sa carrière. C'est Marcel Remacle qui se charge d'écrire l'éloge de l'auteur. Marcel Denis meurt à l'âge de 79 ans à Lobbes.

## Œuvres publiées

### Dans des périodiques
La liste des dessins et illustrations n'est pas exhaustive, celle des bandes dessinées essaie de l'être.
- Pip, 3 gags dans Le Petit Vingtième, supplément hebdomadaire du Vingtième Siècle, janvier-mars 1940.
- Un dessin, dans Le Moustique, 4 novembre 1945[A 12]
- Les Aventures du Professeur Vianrose, dans l'hebdomadaire L'Optimiste, 1947 (inachevée).
- Les Aventures de Jim et Bill Butterson détectives (et du Professeur Perkins), dans Excelsior, le supplément de l'hebdomadaire La Défense sociale : 
  1. La Poudre silencieuse (dessin), avec Marc Denis (scénario), 1947.
  2. La Fusée, 1947.
  3. Le Secret du Fellah, 1947.
- Une couverture du Moustique, décembre 1950[A 13]
- Spirou et Fantasio : Le Marsupilami passe l'éponge (scénario), avec Jidéhem et Franquin (dessin), dans Spirou poche no 1, 1957 (réédité dans le Journal Spirou en 1997).
- Krafty (dessin), avec Octave Joly (scénario), planche publicitaire pour les fromages Kraft Velveta dans Spirou poche no 1, 1957[A 14]
- 6 récits courts des Frères Clips, dans Spirou, 1958-1966
- La Ribambelle : Opération ciseaux (scénario non crédité, sur une idée de Franquin), avec Jo-ël, dans Spirou, 1958
- L'Île au Boumptéryx, avec Roba, Franquin et Jidéhem (sous le pseudonyme de Ley Kip) dans Spirou, 1959. Réédité dans le même périodique en 1973.
- Tif et Tondu, dans Spirou :
  1. Tif et Tondu à Hollywood (dessin et scénario, sur une idée de Maurice Rosy), 1960
  2. Ne tirez pas sur « Hippocampe » ! (dessin), avec Marcel Remacle (scénario), 1961
- 9 mini-récits dans Spirou[A 15] :
  1.  Professeur Bouton : Les Ennuis du Professeur Bouton, 1960.
  2.  Professeur Bouton : Échec à la bombe, 1960.
  3.  La Carpette ensorcelée, 1962.
  4.  Le Microgloup 15, 1962.
  5.  Le Canon de Nazarone, 1962.
  6.  Patates, Humour... et Fantaisie, 1963.
  7.  Une Vache dans le cosmos, 1963.
  8.  Les Blaireaux sont fatigués (dessin) avec Marcel Remacle (scénario), 1963.
  9.  Le Calepin du major Jonhson, 1964.
- Hultrasson (dessin avec Marcel Remacle), dans Spirou :
  1. Fais moi peur Viking !, avec Vicq (scénario, non crédité), 1964.
  2. Hultrasson chez les Scots, avec Vicq (scénario, non crédité) 1965.
  3. Hultrasson perd le nord, avec Maurice Tillieux (scénario, non crédité), 1966-1967.
    - Les Vikings aux champs (scénario et dessin), 1967
- 2 récits courts de Sépadeffason le Viking, dans Spirou, 1966
- Les Frères Clips (mini-récits), dans Spirou :
  1.  La Bulla-clipsette, 1966.
  2.  Le Bœuf ou moi !..., 1967.
  3.  Feu vert pour les couleurs !, 1967.
  4.  La Guerre secrète de la saucisse, 1967.
  5.  Le Zénobiac, 1969.
  6.  Jules II le robot, 1969.
  7.  Le Grand Prix du Banalquivir, 1969.
- Divers récits courts dans Spirou, 1966.
- Barbe-Noire (dessin et scénario avec Marcel Remacle), Dupuis :
  - Les Commandos du Roy, 1968.
  - Sus à la baleine !, 1969.
  - Barbe-Noire aubergiste, 1970.
  - Un coup dans le buffet, 1971.
- Scénario et encrage de Poussy, avec Peyo (crayonné), dans Spirou, 1968.
- Spirou et Fantasio : Fantasio et les patins téléguidés (scénario), avec Jidéhem et Franquin (dessin), dans Spirou, 2006. Il s'agit de la première édition d'une histoire prévue initialement pour Spirou poche no 2.

### En albums
- Les Aventures de Jim et Bill Butterson détectives :
  - La Poudre silencieuse (dessin), avec Marc Denis (scénario, non crédité), Excelsior, 1948
    - Réédité sous le titre Les Exploits sensationnels de Jim et Bill Butterson, détectives - La Poudre silencieuse, La Vache qui Médite, 2012
- Hultrasson (dessin avec Marcel Remacle), Dupuis :
  1. Fais-moi peur Viking !, avec Vicq (scénario, non crédité), 1965
  2. Hultrasson chez les Scots, avec Vicq (scénario, non crédité), 1966
  3. Hultrasson perd le nord, avec Maurice Tillieux (scénario, non crédité), 1968
- Le Vieux Nick et Barbe-Noire (dessin avec Marcel Remacle), Dupuis :
  1.  Les Commandos du Roy, 1969
  2. Barbe-Noire aubergiste, 1971
- Tif et Tondu :
  - Tif et Tondu à Hollywood, Albino, 1983 (pirate)
  - Tif et Tondu à Hollywood, La Vache qui Médite, 2007
  - Ne tirez pas sur « Hippocampe » ! avec Marcel Remacle (scénario), La Vache qui Médite, 2008
    - Réédités dans Tif et Tondu, 1960-1961, l'intégrale tome 3, Dupuis, coll. « Patrimoine », 2019  (ISBN 979-10-34737-28-4)
      - Dossier de présentation de Marcel Denis (avec illustrations inédites)
      - Tif et Tondu à Hollywood
      - 13 planches inédites de Les Saucisses du Docteur Snoss
      - Ne tirez pas sur « Hippocampe » !
- Le Boumptéryx (scénario avec Franquin, dessins de Roba et Jidéhem) :
  - publié dans Les Meilleurs Récits du Journal Spirou, n°12, spécial animaux, éditions Dupuis, 1986.
    - réédité dans L'Intégrale de Franquin : Spirou et Fantasio, tome 7, éditions Rombaldi, 1987.
- Spirou et Fantasio et Le Marsupilami (scénario), avec Jidéhem et Franquin (dessin) :
  - Le Marsupilami passe l'éponge et Les Patins téléguidés publiés dans Capturez un marsupilami !, Marsu Productions, 2002.
    - Réédités dans 2 albums de la série Spirou et Fantasio : La Voix sans maître et 5 autres aventures (sous le tire Fantasio et le siphon), HS n°3 et Fantasio et le fantôme et 4 autres aventures (sous le titre Fantasio et les patins téléguidés), HS n°4, Dupuis  2003.
    - Réédités dans l'Intégrale Spirou et Fantasio no 5, Mystérieuses créatures, Dupuis, 2008.
- Les Frères Clips
  - Les Frères Clips, intégrale 1 (1958-1967), La Vache qui Médite, 2015 :
    - 6 récits courts
    - La Bulla-clipsette
    - Le Bœuf ou moi !...
    - Feu vert pour les couleurs !

  - Les Frères Clips, intégrale 2 (1967-1969), La Vache qui Médite, 2015 :
    - La Guerre secrète de la saucisse
    - Le Zénobiac
    - Jules II le robot
    - Le Grand Prix du Banalquivir
- La Ribambelle (scénario), avec Jo-El Azara (dessin), éditions Black & White, 2022
  - Opération Ciseaux, tiré à part de 8 pages de l'intégrale La Ribambelle